# Юрйо Кокко
Юрйо Олаві Самулі Кокко (фін. Yrjö Olavi Samuli Kokko; 16 жовтня 1903, Сердоболь, Велике князівство Фінляндське — 6 вересня 1977, Гельсінкі, Фінляндія) — фінський письменник і ветеринар.

## Біографія
Народився 16 жовтня 1903 року в Сердоболі, у Великому князівстві Фінляндському.
У 1923 році закінчив фінський ліцей у Виборзі. З 1923 по 1930 роки навчався на ветеринара в училищах Ганновера, Тарту і Відня. Фінансування своєї освіти отримав, працюючи з 1924 по 1930 році кореспондентом газети «Suomen Kuvalehti».
З 1930 по 1945 роки працював районним ветеринаром Ветелі та Коккола, а з 1932 року — муніципальним ветеринаром громади Сюсмя. З 1945 по 1950 роки працював муніципальним ветеринаром громади Муоніо.
З 1950 року почав свою кар'єру письменника та ілюстратора власних творів. Найбільш відомим твором письменника є казка «Пессі та Ілюзія» (1944). У 1956 році письменник був нагороджений державною премією та медаллю «Pro Finlandia».
Помер 6 вересня 1977 року в Гельсінкі; разом з дружиною похований на кладовищі в Лемпяаля.

## Родина
- Батько — Бруно Кокко (фін. Bruno Henrik Kokko), торговець
- Мати — Каарін Кайава (фін. Kaarin Kajava)
- Дружина — Ауне Ілус (фін. Aune Ilus), стоматолог
- Дочка — Ганна Унгело (фін. Anna Ungelo), письменниця.